# Període pretalaiòtic
Tradicionalment es denomina període pretalaiòtic a la primera manifestació cultural de la societat prehistòrica a les Illes Balears (Mallorca i Menorca) (Espanya). La denominació "pretalaiòtica" respon únicament a la seva cronologia relativa pel que fa a la manifestació cultural més vistosa de la prehistòria. Actualment els investigadors no utilitzen aquest terme que és considerat un calaix de sastre format per la fase calcolítica i la fase naviforme dins de l'edat del bronze (c. 1500-850 cal BC). Seria, per tant l'etapa compresa entre l'establiment de les primeres comunitats humanes, cap al III mil·lenni aC, i l'aparició de la cultura talaiòtica, entre finals del II mil·lenni aC i principis del I mil·lenni aC.

## Els primers pobladors
La majoria de prehistoriadors consideren com a probable la instal·lació estable d'éssers humans a les Illes Balears en algun moment del tercer mil·lenni a. C., tot i que fins a finals del segle XX es creia que aquesta data es remuntava al V o VI mil·lenni. A partir dels descobriments de W. Waldren a la cova de Muleta, a l'abric de Son Matge i a altres jaciments de la Serra i d'altres troballes, en el període 1973-1986, s'havia definit un llarg període de poblament subdividit en fases. El procés s'hauria iniciat en el Mesolític (9.000-6.000 a. C.) amb l'arribada dels primers grups de caçadors recol·lectors. Es consolidaria durant el període anomenat Protoneolític, en el qual començarien a desenvolupar-se estratègies productives i s'arrelaria definitivament en el Neolític (7.000-4.000 a C) i Calcolític o Edat del Coure (2.800 a 2.100 a C; 2.200-1.800 a C). Posteriors excavacions, sobre la base de restes de Myotragus a llocs sense activitat humana demostraren el poc fonament de part d'aquestes tesis.
Es considera com a més probable que els primers pobladors de les illes pertanyessin a l'Edat del Coure (també anomenada Calcolític o Eneolític), i que provinguessin d'algun lloc en l'arc costaner del Mediterrani occidental delimitat entre el llevant de la península Ibèrica i el nord-oest d'Itàlia. Concretament alguns investigadors proposen que la zona de procedència més probable dels primers colons és el Golf de Lleó.
Benjamí Costa, el 2.000, arribava a la conclusió que la presència humana en el Mesolític balear estava per demostrar. Defensava que la presència humana a Mallorca va ser nul·la o molt esporàdica fins al V mil·lenni a C. En el V mil·lenni se succeïren les freqüentacions ocasionals que donarien lloc a la colonització en el IV mil·lenni. La fase d'ocupació per un poblament estable sols s'assoliria a partir de la tercera meitat del III mil·lenni a C., amb l'horitzó campaniforme caracteritzat per una ceràmica amb decoració incisa de motius geomètrics. Aquesta fase sembla una continuació sense trencament de l'horitzó neolític anterior (2.500-1.750 a. C.).
Segons Aramburu l'arribada de l'home a les Balears es podria situar en el tercer mil·lenni. És en discussió si va ser en el temps calcolítics o, de manera directa, a l'Edat del Bronze. D'aquesta manera, l'arribada de l'home aniria directament lligada a la difusió dels metalls (coure i bronze) i a la ceràmica campaniforme. És el moment de poblats amuradats com els de los MIllares a Almeria, Granada i Múrcia o la Ereta del Pedregal a València. Segons Aramburu criden l'atenció els sepulcres dolmènics que apareixen a les Balears, amb paral·lels a Catalunya i el sud de França. El primer poblament podria venir d'aquestes zones, en la transició del Neolític al calcolític (2600-2300 aC.), amb una ceràmica de tradició neolítica coneguda com a Veraza. Les Balears són les illes mediterrànies més tardanes en ocupar-se.

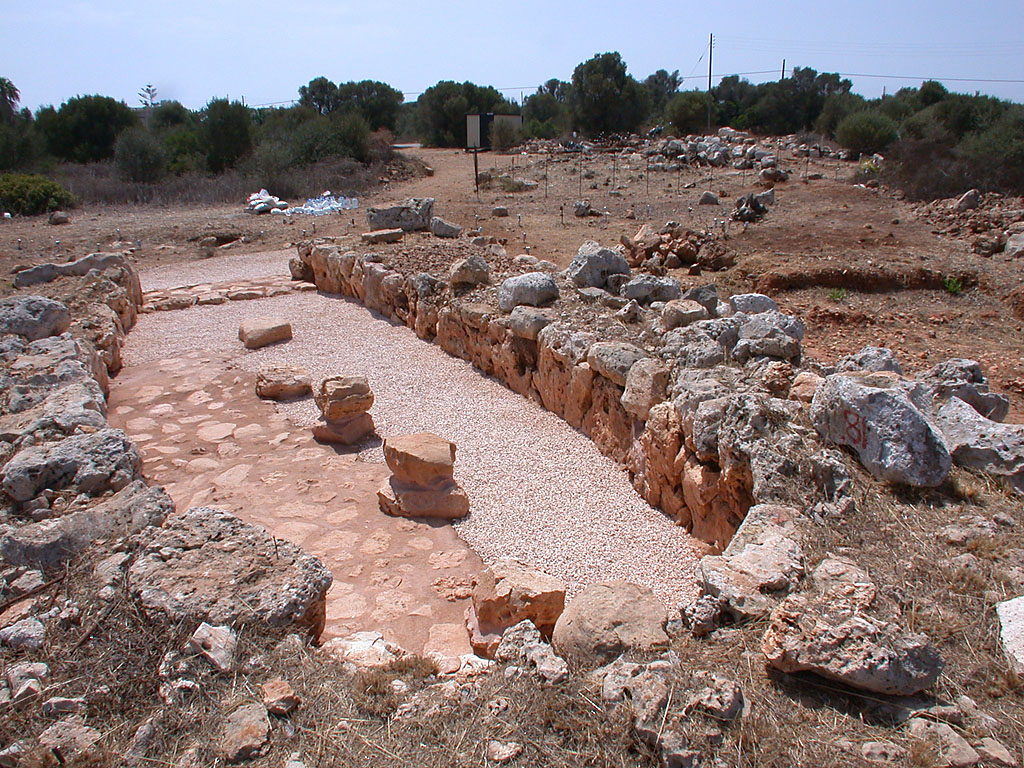
Habitació naviforme I dels Closos de can Gaià (Felanitx, Mallorca).

La desaparició del Myotragus se situa en el període 3.700-3.000 BC. En tot cas no hi ha restes d'aquesta fauna entre les restes de les comunitats calcolítiques de Mallorca i Menorca. Per tant, si admetem la presència humana abans del calcolític i pensam que aquesta presència hauria contribuït a la desaparició de la fauna de mamífers primitiva, l'extinció d'aquest mamífer s'hauria d'haver produït abans del 2500/2300 BC.
A Mallorca i Menorca es detecta un canvi significatiu de la coberta vegetal, amb l'aparició i extensió de l'ullastre i l'alzina, davant el retrocés del boix i la sivina. Un procés similar, però anterior en el temps, és atribuït a Còrsega amb la implantació neolítica. Aquest procés a Mallorca sembla datar-se sobre 5380/5040 BC. En qualsevol cas el canvi significatiu de la coberta vegetal és anterior a la introducció i expansió del campaniforme a Mallorca, que no va ocórrer abans de 2500/2300 BC.
Les datacions radiocarbòniques de Son Matge i Son Gallard, tot i la seva imprecisió, fan pensar en una presència humana a Mallorca precalcolítica, però de cultura material imprecisa, en l'interval temporal 4000/3700-3000 BC. Per tant, d'acord amb això, a les illes hi podria haver hagut algun tipus d'explotació humana quan es desenvolupaven les economies neolítiques de València i Catalunya, així com de les altres illes centremediterrànies i nord d'Àfrica. Però entre les datacions esmentades i les primeres manifestacions calcolítiques de Son Ferrandell i Son Olesa de 2500-2300 BC hi ha un buit de documentació i silenci arqueològic que no permet assegurar que les illes estassin habitades quan arribaren gents amb domini de la foneria del coure i ceràmiques amb tècniques decoratives de filiació campaniforme.
Des de c. 3500 BC a la costa catalana i provençal s'hi desenvolupa el grup cultural conegut com de Véraza, amb datacions que asseguren la seva continuïtat fins c. 2800-2200 BC, interval en el qual s'hauria consolidat una població estable a les illes. Altre tant es pot dir de l'àrea costera alacantino-valenciana caracteritzada per l'increment generalitzat dels assentaments, el moment anterior a la difusió de la ceràmica campaniforme, amb una continuïtat des del Neolític final. Aquest procés expansiu se situa entre 3200 i 2200 BC, coincidint amb la definitiva colonització de les illes. És en aquestes comunitats costaneres on s'han de cercar les raons que empenyeren a una part dels seus habitants a establir-se a les illes entre 2500 i 2300 BC. El distints grups culturals de tradició neolítica que conviuen amb manifestacions campanifores explicaria la multiplicitat de tradicions en el poblament calcolític de les illes (veracienc del Llenguadoc, juntament amb el grup de Ferrières, que té un desenvolupament final paral·lel a l'origen i apogeu del campaniforme de Fontboïssa.

### Adscripció lingüística
Pel que fa a l'adscripció lingüística i l'origen ètnic dels seus pobladors, les dades que permetrien treure'n conclusions són escassíssimes i es limiten a un petit corpus de topònims i antropònims que, al seu torn, és molt insegur, perquè no és possible de tenir la certesa que un topònim és, efectivament, preromà i no pas una aportació posterior, o que un antropònim és indígena, i no pas portat de colons o, simplement, adoptat pels indígenes per moda (fenomen antroponímic ben comú).
Pel que fa als antropònims, després molts treballs i propostes, hom ha identificat cinc antropònims que són raonablement autòctons: Icesta, Isaptu, Paditu i Cudiniu a Mallorca i Aetara a Menorca; la manca d'antroponímia preromana a Eivissa s'explicaria per la colonització fenícia, mentre que per la manca d'antroponímia fenícia hom pensa en possibles llatinitzacions de noms púnics.
Pel que fa a la toponímia, el corpus és força més extens però també molt més insegur, car en general es tracta de topònims documentats a partir de la conquesta catalana el segle xiii i que és dubtós que no siguin de l'àrab o del romanç prejaumí. Hom sol esmentar Alaior, Alaró, Escorca o tots els acabats en el sufix àton -er (-ə): Bóquer (documentat en època romana com a Bocchorum), Búger, Cúber, Míner, Síller i Sóller.
Finalment, hom té tres testimonis directes d'autors antics sobre el lèxic dels pobladors balears: argistinum (llatí: grando 'calabruix'), documentat pel bisbe Sever de Menorca (segle v dC); laurices ('conillons', 'cries de conill'), documentat per Plini el Vell (segle i dC); i vipiones (llatí: minorem gruem 'grua petita'), també documentat per Plini. Cal tenir en compte que no hi ha cap prova que cap d'aquests tres mots sigui d'origen preromà balear, car es podria tractar de llatí dialectal o de manlleus (i també poden estar corromputs per errors de transmissió textual). De fet, el mateix laurices sembla que s'ha de relacionar amb el mot català lloriguera, amb possibles cognats a tota la Romània; atesa la improbabilitat que un mot panromànic tengui el seu origen en la llengua preromana de les Balears, hom pensa que més aviat es pot tractar d'un manlleu d'aquesta llengua a una altra llengua.

## Economia i societat
Pel que fa als contextos domèstics d'aquest primer moment, a Mallorca es documenten cabanes de planta circular, però també estructures allargades construïdes amb tècnica ciclòpia, que enllacen amb les navetes d'habitació documentades massivament a partir del 1600 aC. A partir d'aquest moment, destaca la homogeneïtat cultural, sobretot pel que fa als contextos domèstics, entre Mallorca i Menorca.

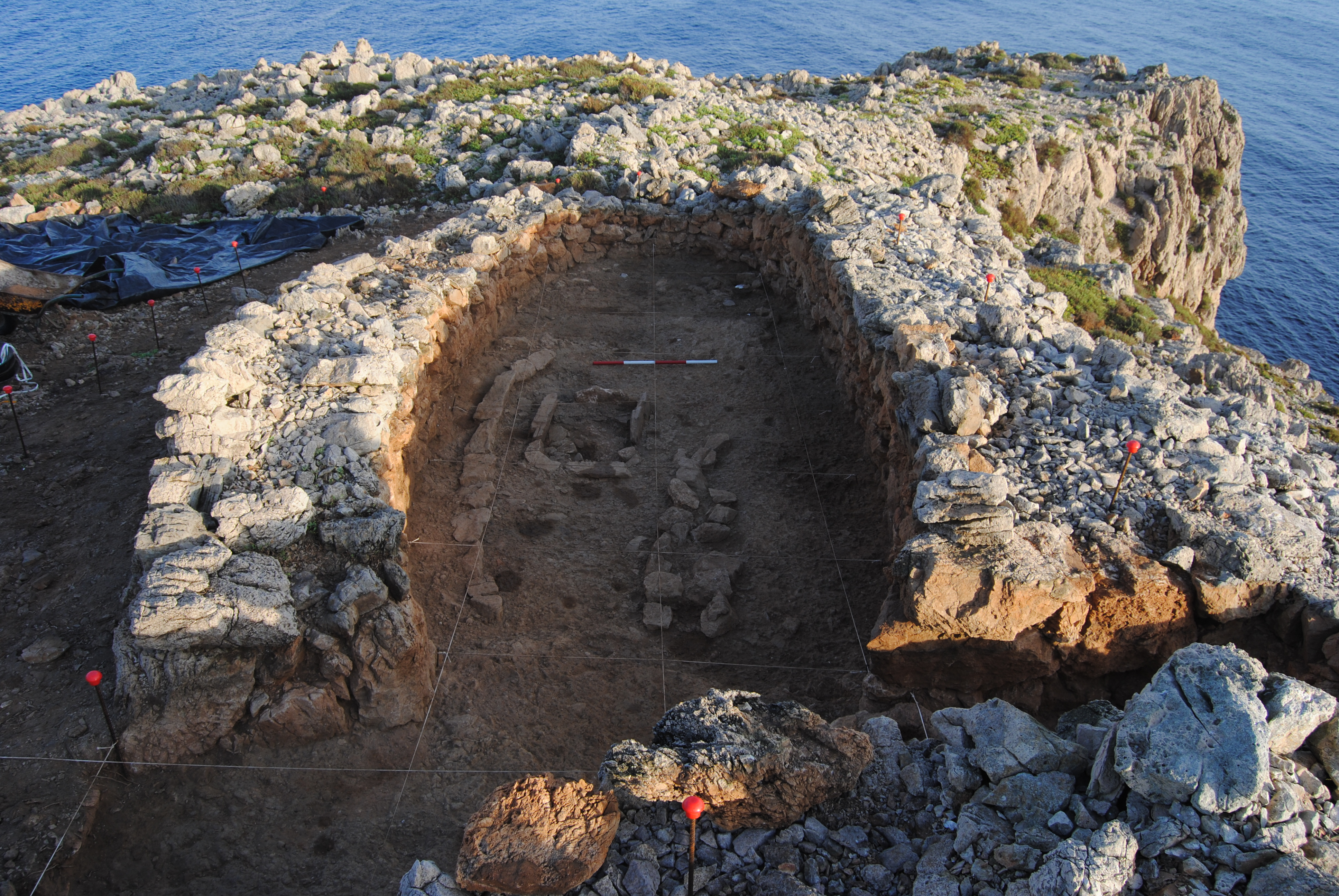
Naveta d'habitació de Cala Morell (Ciutadella, Menorca)

Aquestes són grans cases de planta en forma de ferradura allargada, construïdes amb pedres, anomenades naviforme o navetes d'habitació per la seva forma semblant a una nau. Les pedres formaven les parets de les cases, col·locades i encaixades entre si de manera que les pedres més grans (sovint eren molt grans) estaven més baix, i les més petites, més amunt (veure foto). Tot això sense fer servir cap tipus de ciment o argamassa, el que s'ha vingut a anomenar tècnica ciclòpia, per distingir-la de la tècnica megalítica, pròpia dels dòlmens.
Les dimensions típiques dels naviformes o navetes d'habitació serien d'uns vuit metres d'ample, per entre quinze i vint de llarg, encara que el gran gruix dels seus murs (entre dos i tres metres) fa que l'espai útil de la seva càmbra interior sigui bastant menor. No s'ha conservat el sostre de gairebé cap d'elles, però se suposa que el més normal seria un sostre (no se sap si pla oa dues aigües), fet amb branques gruixudes a manera de bigues, i recobert de brancatge, fullaraca i argila (tal com s'ha pogut documentar gràcies a les excavacions arqueològiques desenvolupades en el jaciment de els Closos de Can Gaià (Mallorca). L'únic cas de sostre conservat, el de la naveta d'habitació de Son Mercer de Baix (Ferreries, Menorca), està fet amb lloses de pedra però no es creu que fos la solució més utilitzada.
A partir de mitjan II mil·enni aC, el període pretalaiòtic es caracteritza per la presència de petits nuclis de població aparentment igualitaris, amb les navetes d'habitació com a unitat domèstica típica i una economia agrícola i ramadera. En general es tracta de nuclis molt petits, en alguns casos fins i tot habitatges aïllats, però també es detecten nuclis més extensos amb murades defensives, com és el cas del poblat de Cala Morell, a Menorca. Cap a finals del segon mil·lenni aC es detecten canvis en el patró d'assentament, amb una major concentració de la població, la jerarquització de l'espai intern del poblat en alguns assentaments, l'augment d'eines i armes de bronze i canvis en les tècniques de fabricació de ceràmica. Es constata un lleuger increment de la presència de materials d'importació, tot i que les illes continuen essent un indret marginal dins de les xarxes comercials del moment.

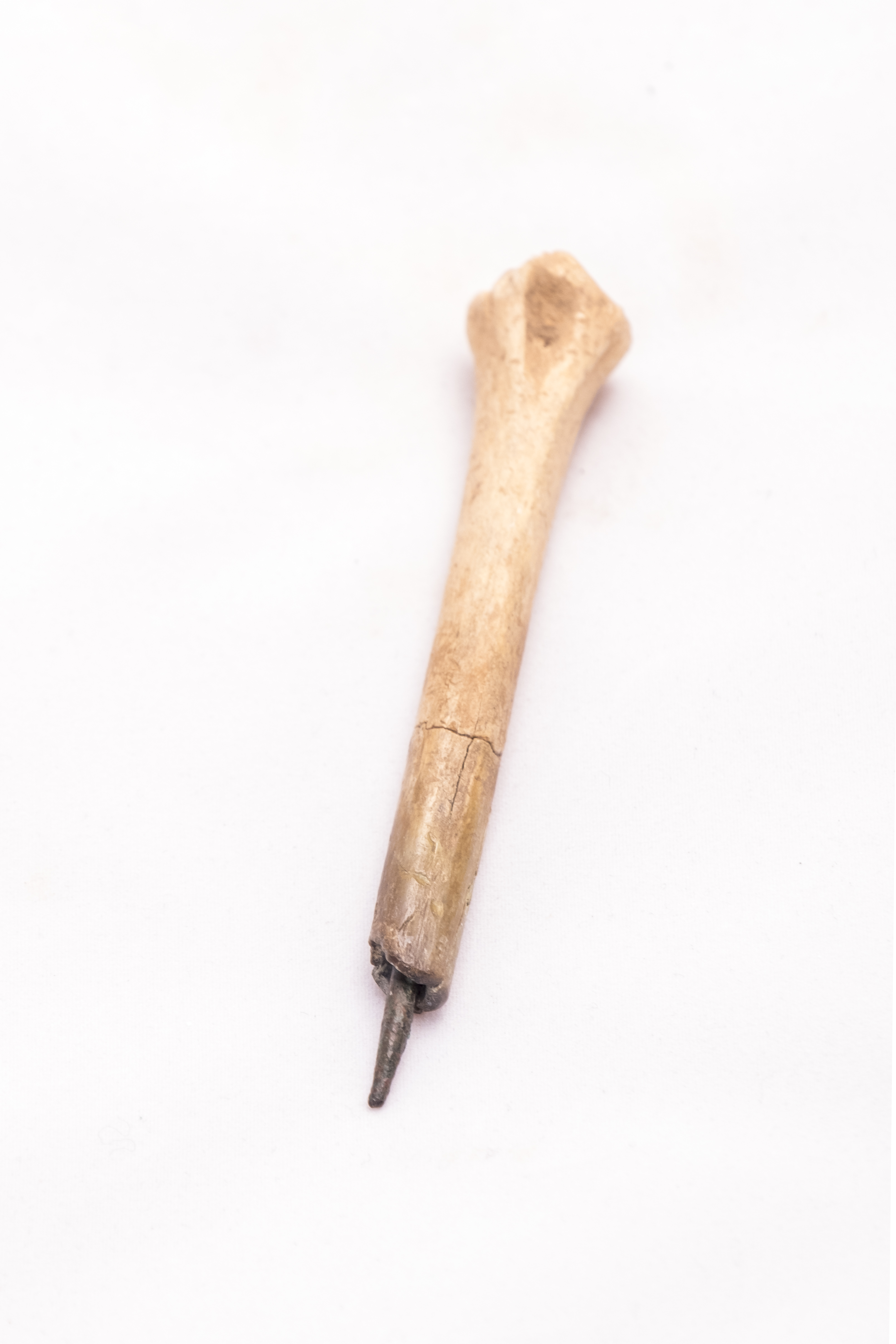
Punxó d'os amb punta metàl·lica de la Naveta de Binipati (Ciutadella, Menorca)

L'economia estava basada en la unitat domèstica: cadascuna de les cases podia allotjar una grup autosuficient, on els seus membres de diferents edats i sexes tenien especificades les tasques productives que els corresponien. L'agricultura que hi havia hagut fins llavors, de cereals i possiblement alguns llegums, va ser cada vegada més insostenible perquè, en no conèixer l'arada, possiblement cremaven els boscos i sembraven sobre les cendres, el que resulta molt destructiu per al territori. Això va portar a una generalització de la ramaderia, demostrada per l'escassetat de restes de pol·len d'espècies agrícoles cap a finals de l'edat del bronze balear, segons les anàlisis pol·líniques de les excavacions més recents. L'escassa freqüència de càries en les dentadures de les gents de l'època també ens denota una dieta molt pobra en vegetals.
La dieta basada gairebé exclusivament en proteïnes animals va ser un factor important en la crisi generalitzada de l'economia del bronze balear, ja que la capacitat productiva del territori és menor quan es dedica a pastures, que quan es dediquen les terres a l'agricultura. La creixent pressió demogràfica sobre uns territoris limitats i mal aprofitats va suposar possiblement la descomposició progressiva de la manera de vida conegut fins llavors, amb comprensibles episodis d'agressivitat interna. Aquesta descomposició va portar progressivament, al llarg de diversos segles i coincidint amb el canvi del segon al primer mil·lenni aC. a l'èxit de models socials més jerarquitzats, com les prefectures, i aquests nous estaments socials es reflecteixen en la proliferació de grans monuments de pedra, com els túmuls prototalaiòtics de finals del segon mil·lenni aC. Això va desembocar finalment, en el primer quart del primer mil·lenni aC. ja a l'edat del ferro, en l'apogeu de la cultura talaiòtica, caracteritzada per l'abundància i varietat de grans monuments, muralles, talaiot s, etc.
Fins als anys 90, es defensava la teoria que el canvi de la societat naviforme o de l'edat del bronze a la talaiòtica va ser a causa d'agents externs (arribada d'altres pobladors), i que l'inici de la cultura talaiòtica coincideix en el temps amb els disturbis dels "Pobles del Mar", a la Mediterrània oriental, cap al segle xiii aC. actualment, però, aquesta interpretació està completament desfasada.

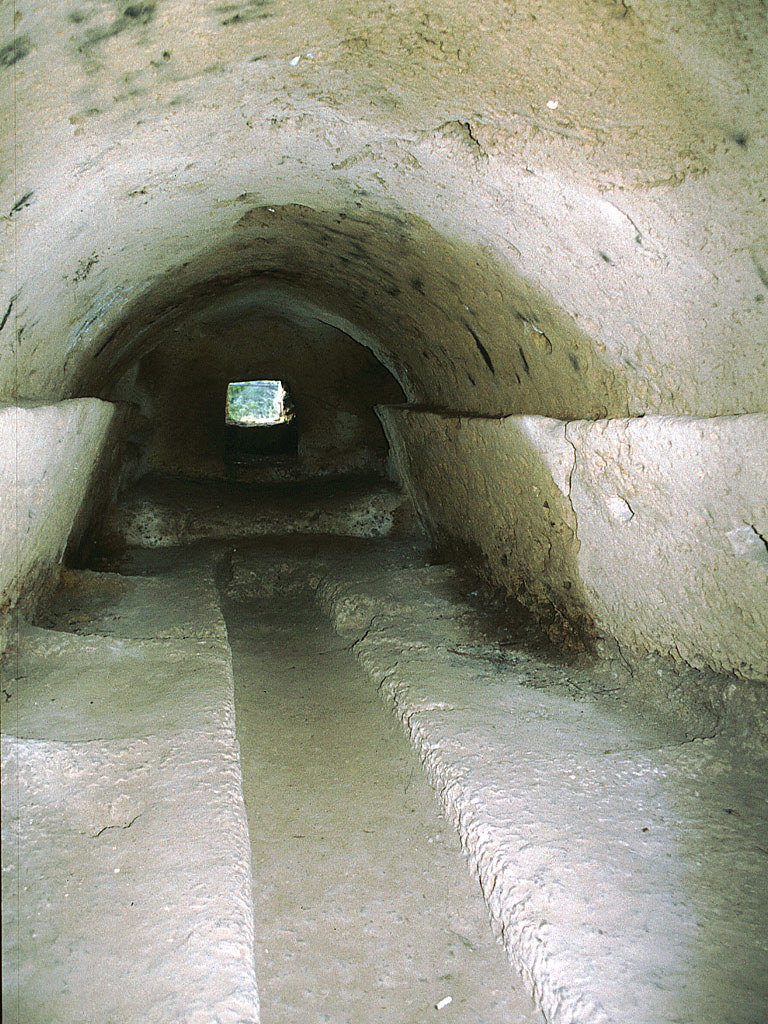
Hipogeu funerari del bronze antic del turriforme esglaonat de Son Ferrer (Calvià,Mallorca)

Pel que fa a les manifestacions funeràries, van ser múltiples, però gairebé sempre es relacionaven amb les coves: els pocs dòlmens que es conserven presenten mostres d'haver continuat sent utilitzats, almenys, al llarg de tota la primera meitat del segon mil·lenni aC. Però també es coneixen enterraments en cista, en cova natural, en cova natural modificada i en hipogeus, o coves excavades artificialment a la roca. Hi hipogeus de totes les èpoques en les Gimnèsies, però els del Bronze són abundantíssims, sobretot, a Mallorca. Alguns dels hipogeus més clarament adscrits al Bronze, els anomenats "de planta allargada" són d'una perfecció tècnica i una bellesa notables (veure foto), amb avantcambra, camarines laterals i altres característiques diferenciadores. Tant a Menorca com a Mallorca s'han excavat diversos dolmens, paradolmens i hipogeus que corresponen a aquest període.
Les "cultures pretalaiòtiques" també van existir a les Pitiüses, en les seves diferents manifestacions: es coneix un dolmen a Formentera, així com assentaments del Bronze, tant a Eivissa com a Formentera. No obstant això, no es va arribar en cap moment a la Cultura Talaiòtica en elles, per raons que encara són desconegudes. Es consideren dues possibilitats: l'extinció dels pobladors, i que la crisi que van patir les Gimnèsies no va tenir temps d'ocórrer, ja que en el segle viii aC. van començar les visites dels fenicis que van acabar, eventualment, en la fundació de la colònia púnica d'Iboshim (o Ebussus en la seva denominació Llatina).